# 제1회 아시안 필름 어워즈
제1회 아시안 필름 어워즈는 2007년 3월 20일에 열린 시상식이다.

## 수상 및 후보

### 최우수작품상
- 괴물 - 봉준호 수상
- 황후花 - 장이머우
- 익사일 - 두기봉
- 무사의 체통 - 야마다 요지
- 오페라 자바 - 가린 누그로호
- 스틸 라이프 - 지아장커

### 최우수감독상
- 스틸 라이프 - 지아장커 수상
- 해변의 여인 - 홍상수
- 오프사이드 - 자파르 파나히
- 익사일 - 두기봉
- 홀로 잠들고 싶지 않아 - 차이밍량
- 징후와 세기 - 아피찻퐁 위라세타쿤

### 남우주연상
- 괴물 - 송강호 수상
- 기성 오청원 - 장첸
- 싸이보그지만 괜찮아 - 비
- 돈 - 샤룩 칸
- 묵공 - 유덕화
- 내일의 기억 - 와타나베 켄

### 여우주연상
- 혐오스런 마츠코의 일생 - 나카타니 미키 수상
- 황후花 - 공리
- 타짜 - 김혜수
- 싸이보그지만 괜찮아 - 임수정
- 하나 - 미야자와 리에
- 야연 - 장쯔이

### 최우수 각본상
- 일하는 사람들 - 마니 하기기 수상
- 해변의 여인 - 홍상수
- 데스 노트 - 라스트 네임 - 오오이시 테츠야
- 달콤, 살벌한 연인 - 손재곤
- 보이지 않는 물결 - 프랍다 윤
- 크레이지 스톤 - 위성수

### 최우수 촬영상
- 괴물 - 김형구 수상
- 상성: 상처받은 도시 - 유위강
- 홀로 잠들고 싶지 않아 - LIAO Pen-jung
- 징후와 세기 - 사욤브 묵딥롬
- 기성 오청원 - WANG Yu

### 최우수 제작디자인상
- 야연 - 티미 입 수상
- 혐오스런 마츠코의 일생 - 쿠와시마 토와코
- 아버지와 아들 - Patrick TAM 외 1명
- 기성 오청원 - 와다 에미
- 음란서생 - 조근현

### 최우수 작곡상
- 오페라 자바 - Rahayu SUPANGGAH 수상
- 해변의 여인 - 정용진
- 이사벨라 - 피터 캄
- 스틸 라이프 - 임강
- 게드전기 - 어스시의 전설 - 테라지마 타미야

### 최우수 편집상
- 징후와 세기 - 리 차타메티쿤 수상
- 괴물 - 김선민
- 구교구 - Angie LAM
- 비열한 거리 - 박곡지 외 1명
- 아버지와 아들 - 담가명

### 최우수 시각효과상
- 괴물 - The Orphanage 수상
- 황후花 - Angela BARSON 외 1명
- 중천 - DTI (Digital Tetra Inc.)
- The Sinking of Japan - OHYA Tetsuo 외 2명
- 혐오스런 마츠코의 일생 - YANAGAWASE Masahide